# Tom Kitt
Tom Kitt (né le 11 juillet 1952) est un homme politique irlandais du Fianna Fáil. Il est Teachta Dála (TD) pour la circonscription de Dublin Sud de 1987 à 2011, et ministre d'État de 1992 à 1994 et de 1997 à 2008.

## Jeunesse
Tom Kitt est né à Galway et fait ses études au St Jarlath's College de Tuam et au St Patrick's College of Education de Dublin. Kitt travaille comme enseignant dans une école primaire avant de s'impliquer dans la politique locale.
Kitt a couru plusieurs marathons, dont le marathon de Dublin à cinq reprises ainsi que le marathon de Berlin (1991), le marathon de Belfast (1996), le marathon de Buckfast (2010) et le 100e marathon de Boston en 1996.
Il est le fils de Michael F. Kitt, qui était député pour diverses circonscriptions de Galway (1948-1951 et 1957-1975), et le frère de Michael P. Kitt, ancien député pour Galway East. Sa sœur, Áine Brady est une ancienne députée de Kildare North et son beau-frère Gerry Brady est un ancien député de Kildare. Les fils de Tom Kitt, David, Thomas et Robbie, sont musiciens.

## Carrière politique
En 1979, il est élu au conseil du comté de Dublin pour la zone électorale locale de Whitechurch, et en 1985 pour Dundrum. Il est élu au Dáil Éireann aux élections générales de 1987 en tant que Fianna Fáil. Il est réélu à toutes les élections générales ultérieures jusqu'à sa retraite en 2011.
En février 1992, lorsqu'Albert Reynolds succède au Taoiseach, Kitt est nommé ministre d'État au département du Taoiseach avec une responsabilité particulière pour les arts et la culture, les affaires féminines et les affaires européennes. En janvier 1993, il est nommé ministre d'État au Département du Taoiseach chargé spécialement des Affaires européennes et au ministère des Affaires étrangères chargé spécialement des Affaires européennes et de l'aide au développement outre-mer. Il sert jusqu'à ce que le Fianna Fáil perde ses fonctions en décembre 1994.
Sous Bertie Ahern, il devient porte-parole du Fianna Fáil pour les affaires du travail en 1995. Après les élections générales de 1997, le Fianna Fáil revient au pouvoir et Kitt est nommé par le gouvernement ministre d'État au ministère des Entreprises, du Commerce et de l'Emploi, avec une responsabilité particulière pour les affaires du travail, les droits des consommateurs et le commerce international. Après les élections générales de 2002, il est nommé ministre d'État au ministère des Affaires étrangères chargé du développement outre-mer et des droits de l'homme. Lors d'un remaniement en septembre 2004, Kitt est nommé whip en chef du gouvernement et ministre d'État au département du Taoiseach et ministre d'État au ministère de la Défense. Il est reconduit dans ses fonctions après les élections générales de 2007.
En mai 2008, lorsque Brian Cowen devient Taoiseach, il n'est pas reconduit dans ses fonctions de whip en chef du gouvernement. Il décline l'offre d'un autre ministère junior et annonce son intention de se retirer du Dáil lors des élections générales suivantes, en février 2011.